# Oleksandr Petriv
Oleksandr Petriv (n. 5 august 1974, Liov, RSS Ucraineană, URSS) este un trăgător de tir ce a reprezentat Ucraina, medaliat olimpic. A participat la o ediție a Jocurilor Olimpice (2008) în care a câștigat o medalie de aur.

## Participări
Lista de mai jos prezintă principalele competiții la care a participat Oleksandr Petriv de-a lungul carierei.
- shooting at the 2008 Summer Olympics – men's 25 metre rapid fire pistol[*]